# Идальго (фильм)
«Идальго» (англ. Hidalgo) — кинофильм 2004 года, который снял режиссёр Джо Джонстон, воплотивший на экране якобы подлинную историю жизни Фрэнка Т. Хопкинса и его выносливого мустанга по кличке Идальго. В фильме снялись такие звёзды, как Вигго Мортенсен, Зулейка Робинсон и Омар Шариф.

## Сюжет
«Океан Огня» — грандиозные скачки дистанцией 3000 миль по бесплодной Аравийской пустыне, в которых в течение 1000 лет принимали участие арабские бедуины на лучших арабских скакунах. В 1890 году богатый арабский шейх впервые пригласил участвовать в традиционном конном пробеге иностранца. Им оказался Фрэнк Т. Хопкинс, отец которого был белым, а мать — коренной американкой из племени индейцев лакота.
В том же 1890 году Фрэнк прибыл в Аравию со своим пятнистым мустангом Идальго, которого он вырастил на ранчо в Вайоминге.

## В ролях
| Актёр                           | Роль                           |
| ------------------------------- | ------------------------------ |
| Вигго Мортенсен                 | Фрэнк Хопкинс                  |
| Омар Шариф                      | шейх Рияд                      |
| Зулейка Робинсон                | Джазира                        |
| Луиза Ломбард                   | леди Энн Дэвенпорт             |
| Малкольм Макдауэлл              | лорд Дэвенпорт                 |
| Саид Тагмауи                    | принц Бен Аль-Рее              |
| Питер Менса                     | Джаффа, евнух-телохранитель    |
| Кристофер Томас Хауэлл          | Престон Вебб                   |
| Флойд «Красный Ворон» Вестерман | вождь Орлиный Рог              |
| Адони Маропис                   | Сакр                           |
| Джефф Кобер                     | сержант в поселении Уаундед-Ни |

## Критика
После выхода фильма события, показанные в нём, подверглись критике историков, так как ни происхождение Хопкинса, ни его победы в скачках ничем не подтверждены. Не существует никаких аравийских скачек «Море огня».
На Rotten Tomatoes рейтинг одобрения составляет 46% на основе отзывов 164 критиков. Консенсус гласит: «Пейзажи выглядят великолепно, но в этой истории о набитых лошадях слишком много сыра». На Metacritic средневзвешенная оценка составляет 54 из 100 на основе отзывов 36 критиков.